# スパイダーマン:ファー・フロム・ホーム
『スパイダーマン:ファー・フロム・ホーム』（原題：Spider-Man: Far From Home）は、マーベル・コミックのスーパーヒーロー「スパイダーマン」をベースとする2019年のアメリカ合衆国のスーパーヒーロー映画。監督はジョン・ワッツ、脚本はクリス・マッケナ、エリック・ソマーズが務め、トム・ホランド、ゼンデイヤ、マリサ・トメイ、ジェイク・ジレンホール、コビー・スマルダーズ、サミュエル・L・ジャクソンらが出演する。「スパイダーマン」の実写映画化作品としては第7作目である。『スパイダーマン:ホームカミング』（2017年）の続編であり、「マーベル・シネマティック・ユニバース」（MCU）の23作目であり、「インフィニティ・サーガ」の最終作。

## あらすじ
メキシコ。ニック・フューリーとマリア・ヒルの二人は、土で出来た巨大な人型の怪物に遭遇する。そこへ両手から緑の閃光を放つ謎の男が現れ2人を救う。
ニューヨーク。サノスとの最終決戦から8ヶ月後のミッドタウン高校では「指パッチン」から帰還した者たちが、その時の姿のままで登校を再開していた。その内の1人ピーター・パーカー/スパイダーマンは、学校が企画した二週間のヨーロッパ研修旅行に参加し、想いを寄せるミシェル・ジョーンズ（MJ）に告白することを決意する。
そんなピーターに、フューリーから何度も呼び出しが入る。夏休みを満喫したいピーターはこれを無視し、あえてスパイダーマン・スーツを持たずいち学生としてヴェネツィアへ向かった。しかし、その旅行の最中、水で出来た巨大な人型の怪物が現れ市民やピーターたちに襲い掛かかる。メイおばさんが気を利かせて忍ばせてくれていたスーツをホテルに置いてきてしまい、思うように戦えないピーターの前に、空を飛び魔法のようなパワーを操る男が現れ怪物を制圧する。その夜、フューリーから直接召集されたピーターは、人々からミステリオと呼ばれるようになったその男クエンティン・ベックと対面する。自身を「アース833」というマルチバース（異世界）から訪れた存在であると語るベックは、そのアースを滅ぼした土・水・火・風の性質を持つ4体の怪物・エレメンタルズがピーターたちの住む「アース616」の侵略を開始したことを告げる。フューリーはピーターにトニー・スターク/アイアンマンの遺品である人工知能「E.D.I.T.H.（イーディス）」を宿した眼鏡を手渡し、アイアンマンの後継者に指名されたことを伝えるも、ピーターはベックからの共闘の申し出を断り、残り2体となったエレメンタルズとの対決を彼らに任せ、自らは旅行に戻ってしまう。
翌朝、ミッドタウン高校一同は、フューリーの画策により行き先をパリからプラハに変更されてしまう。道中、フューリーが派遣したエージェントからステルス・スーツを預かったピーターは、E.D.I.T.H.の誤操作でクラスメートを殺しかけてしまうハプニングを起こしつつも、やむなくフューリーに協力することを決める。光のカーニバルが開催されるプラハで、ベックとともに火のエレメンタルズを倒したピーターは、自分の不甲斐なさを感じるとともにベックの中にトニーの面影を見出し、ミステリオこそがアイアンマンの後継者であると眼鏡をベックに譲り渡す。しかし、ピーターが去った後ベックは高笑いとともにE.D.I.T.H.獲得を仲間たちと祝う。ベックは異世界から来た戦士などではなく、かつてスターク・インダストリーズを解雇された社員であり、同じように解雇されたりトニーに研究価値を認めてもらえなかった者たちと共謀し、高精度のホログラムシステムと武器を内蔵するハイテクドローンを使ってエレメンタルズと戦うスーパーヒーローを演出していたに過ぎなかったのだった。
ベックと別れたピーターは、急遽旅程が中止になったことを受け、MJとともに夜の街を散歩する。満を持して彼女に告白しようとしたピーターであったが、MJは戦闘現場に落ちていた装置に着いたスパイダー・ウェブを見せてピーターの正体に薄々気づいていたことを明かす。返答に窮すピーターだったが不意に装置が起動、そこからは先刻の戦闘で倒したエレメンタルズのホログラムが飛び出した。装置はベックがホログラムを投影するために使用していたドローンのパーツであり、これによりピーターはベックの嘘に気づく。改めてMJに自身の正体を明かしたピーターはMJと同じく正体を知るネッド・リーズの二人に自分の不在を誤魔化すよう頼み、フューリーがいるベルリンへ向かう。車で迎えたフューリーに事の次第を説明するピーターだが、それはホログラム装置で化けていたベックだった。ホログラムに翻弄されたピーターはやがて線路上に誘導され、列車に轢かれてしまう。ベックはミステリオの真実を知るMJとネッドを始末するためロンドンへ向かった。
列車に乗り込み何とか一命をとりとめていたピーターだが、目覚めたのはオランダの留置場だった。脱出したピーターはスターク・インダストリーズの警備部長であるハッピー・ホーガンを呼び寄せる。プライベート・ジェットで迎えに来たハッピーに対し、ベックに騙された己の情けなさとトニーの不在に弱音を吐くピーターであったが、「トニー本人ですら、みんなが思い描くトニーにはなれない」というハッピーの言葉に励まされ気力を取り戻す。ピーターは、トニーが命を賭して守った世界をベックから守るべく、機内のマシンで新たなスーツを製作しロンドンへ向かう。
ロンドンにてベック一味の画策で橋上に誘導されたMJらを、全てのエレメンタルズが合体したという設定の巨大ホログラムに偽装したドローン群が襲う中、ロンドン上空に辿り着いたピーターはジェットから新スーツのグライダー機能で飛来する。ピーターはエレメンタルズのホログラムの中に潜り込みドローンを次々に破壊。ピーターが生きていた事に気付いたベックと激戦を繰り広げた果てに、無理に攻撃を命じたために誤ってドローンの機関銃に撃たれてしまったベックは、ホログラムの罠で最後の抵抗を試みるも見破られ「人は、信じたいものを信じる」と告げて死んだ。E.D.I.T.H.の眼鏡を取り返し、ドローンを撤退させたピーターは、MJと口づけを交わす。
ミッドクレジット・シーン。ニューヨークに戻ったピーターは、スパイダーマンの姿でMJと空中遊泳を楽しんでいた。しかし、街頭スクリーンに映し出されたある映像を目撃する。J・ジョナ・ジェイムソンが編集長を務めるデイリー・ビューグルが公開したその映像は、ベック一味の残党がベックの死の間際を撮影したものだった。編集され加工された映像の中でベックは、エレメンタルズに関わる騒動やミステリオの死は全てスパイダーマンの仕業であり、スパイダーマンの正体はピーター・パーカーであると告げた。
ポストクレジット・シーン。フューリーに化けていたスクラル人・タロスは、マリア・ヒルに化けていた妻のソレンに苦言を呈されながら、電話でフューリー本人に顛末を説明する。宇宙船の中、いずこかのビーチのホログラムを鑑賞していたフューリーは、タロスの報告に立ち上がり、船内のスクラル人たちに「仕事の時間だ」と告げる。

## 登場人物・キャスト

### 主な登場人物
ピーター・パーカー / スパイダーマン
演 - トム・ホランド、日本語吹替 - 榎木淳弥
放射能を浴びたクモに噛まれ、クモの特殊能力を得た高校生にしてニューヨークのヒーロー。
アベンジャーズの一員としてトニー・スターク/アイアンマンに見いだされ、フューリーを通じてトニーの後継者に選出されると共に“E.D.I.T.H.”を譲り受けるが、人々に崇拝されるほどの存在となったアイアンマンの意志を継ぐことの重責に苛まれ、前作とは対照的にヒーロー活動に消極的になっている様子がうかがえる。
MJに恋心を抱いており、その想いを伝えようと奮闘しながら今回の一件に巻き込まれていく。
クエンティン・ベック / ミステリオ
演 - ジェイク・ジレンホール、日本語吹替 - 高橋広樹
マルチバース“アース833”の出身者で、エレメンタルズと戦っていたヒーロー。エレメンタルズに故郷は滅ぼされ家族は奪われてしまったが、『エンドゲーム』における戦いの影響でピーターらの住む“アース616”にやってきたと語る男。
だがその正体はスターク・インダストリーズを解雇された元社員で、『シビル・ウォー/キャプテン・アメリカ』でトニーが紹介していた“B.A.R.F.”の開発者。B.A.R.F.の方針を巡ってクビにされたと逆恨みし、E.D.I.T.H.をピーターから奪う為にトニーに反感を抱える者たちを集め、アイアンマンに代わるニューヒーローとして世界に君臨しようする本作のメインヴィラン。
ミシェル・ジョーンズ（MJ）
演 - ゼンデイヤ、日本語吹替 - 真壁かずみ
ピーターのクラスメイト。知的かつクールな性格で、独特な口ぶりで話し相手を困惑させる変わり者である。
ピーターに関心を持っており、彼の行動を陰から逐一観察している。そのため、薄々ピーター=スパイダーマンであると感づいていた。
前作では不思議なクラスメイトという扱いで登場シーンも少なかったが、今作ではヒロインとして登場しており、登場シーンが大幅に増えている。
ニック・フューリー
演 - サミュエル・L・ジャクソン、日本語吹替 - 竹中直人
元S.H.I.E.L.D.長官。ベックの話を聞き、エレメンタルズ対処のためにピーターとの接触を図ろうとするも何度も逃げられてしまう。
ただし、本作に登場するフューリーはスクラル人のタロスがフューリーに化けていたものであり、本人は宇宙船で過ごしていた。

### ミッドタウン高校
ネッド・リーズ
演 - ジェイコブ・バタロン、日本語吹替 - 吉田ウーロン太
ピーターのクラスメイトにして親友。とある偶然からピーターがスパイダーマンであることを知り、それ以降はピーターのヒーロー活動を手助けしている。
飛行機でベティと隣席になったことをきっかけに恋人関係になりピーターを呆れさせた。
原作では後のホブゴブリンとなる人物だが、設定されているキャラクターや立ち位置は原作のネッドよりも、『アルティメット・スパイダーマン』シリーズに登場するガンケに近いものとなっている。
ベティ・ブラント
演 - アンガーリー・ライス、日本語吹替 - 水瀬いのり
ミッドタウン高校のニュースチャンネルでパーソナリティを担当している女子高生でピーターのクラスメイト。本作では飛行機の席で隣同士になったネッドとはひょんなことから彼と両想いになる。
また、本作冒頭の彼女の解説から、デシメーションで消滅した者は復活するまでの記憶がなく、身体も成長していないこと、消滅していない者との間には年齢や記憶、身体の成長に5年の差があることが明言されている。
ブラッド・デイヴィス
演 - レミー・ハイ、日本語吹替 - 豊永利行
元々はピーターたちより5つ年下の後輩であった男子生徒。“指パッチン”を免れていたことでピーターのクラスメイトとして登場する。ネッド曰く女生徒には人気があるらしい。
MJに想いを寄せており、それはピーターも同様であることを熟知していて彼をMJから引き離し陥れようとする。
ユージーン・“フラッシュ”・トンプソン
演 - トニー・レヴォロリ、日本語吹替 - 畠中祐
ピーターのクラスメイト。5年前と同様ピーターをいじめるが、散々な目に会うシーンが多い。SNSでのライブ配信に凝っている。
今作ではスパイダーマンの熱狂的なファンとなっており、クラスメイトがミステリオを褒め称える声を「スパイダーマンほどじゃない」と一蹴していた。
ジェイソン・イオネッロ
演 - ジョージ・レンデボーグ・Jr、日本語吹替 - 浪川大輔
ベティと同じ、ミッドタウン高校のニュースチャンネルのパーソナリティの少年。自身がデシメーションの犠牲となった影響で、復活してからは弟よりも年下になってしまった。
ザック
演 - ザック・バラック
登場作品：『スパイダーマン:ファー・フロム・ホーム』
科学史ツアーに参加した生徒の一人で、トランスジェンダー。
ロジャー・ハリントン
演 - マーティン・スター、日本語吹替 - 長野伸二
ピーターたち学力コンテストチームの顧問で、生徒想いの良き教師。本作ではデルと2人でピーターたちの科学史ツアーを引率する。
ジュリアス・デル
演 - J・B・スムーヴ、日本語吹替 - 山野井仁
ハリントンと同じくピーターたちを引率する教師。

### スパイダーマンの関係者
マリア・ヒル
演 - コビー・スマルダーズ、日本語吹替 - 本田貴子
元S.H.I.E.L.D.副長官。フューリーと行動を共にしている。
その正体はフューリーと同様本人ではなく、スクラル人でタロスの妻であるソレンの擬態である。
ディミトリ
演 - ヌーマン・アチャル、日本語吹替 - 中田譲治
フューリーと行動している滅多に口を開かない男。バス運転手に扮し、ピーターたちとプラハまで同行する。
メイ・パーカー
演 - マリサ・トメイ、日本語吹替 - 安藤麻吹
ピーターのおば。前作のラストでピーターがスパイダーマンであることを知ってから、ピーターのスパイダーマンとしての活躍を応援している。サノスの指パッチンで彼女も消滅した1人であり、復活して以降、指パッチンで消滅した人々を援助するボランティアをしており、ピーターもスパイダーマンとして協力している。本作ではハッピーから想いを寄せられている。
ハロルド・“ハッピー”・ホーガン
演 - ジョン・ファヴロー、日本語吹替 - 大西健晴
元トニー・スタークの運転手で、ピーターのサポート役。 前作はお目付け役だったが、本作では以前よりずっと協力的になっている。ピーターとフューリーたちの連絡役も担っており、ピーターが修学旅行を優先した事でフューリーからの連絡をスルーしてしまい、手を焼かされる。それと同時になんとメイに惚れてしまい、ピーターを困惑させている。
終盤に打ち負かされたピーターを励まして彼を鼓舞し、新スーツを作るピーターにトニーの面影を見つけた。
直接の登場は無いものの、彼の話の中でペッパー・ポッツが登場し、メイが開くボランティア活動のパーティに多額の寄付金を出していることが示唆されている。
E.D.I.T.H.（イーディス）
声 - ドーン・ミッチェル・キング、日本語吹替 - 早見沙織

（役名未発表）
演 - オリ・ヒル

### ミステリオの関係者
ウィリアム・ギンター・リヴァ
演 - ピーター・ビリングスリー、日本語吹替 - 上別府仁資
ベックの仲間の一人。ベックと共にドローンとホログラムを担当する。オバディア・ステインの元部下で、『アイアンマン』以来11年ぶりの再登場となる。
グーテス・グートマン
演 - ニコラス・グリーヴス、日本語吹替 - 藤井啓輔
ベックの仲間の一人。設定や脚本担当。
ヴィクトリア・スノー
演 - クレア・ダン、日本語吹替 - きそひろこ
ベックの仲間の一人。EMP担当。
ジャニス・リンカーン
演 - クレア・ラッシュブルック、日本語吹替 - 渡辺ゆかり
ベックの仲間の一人。ミステリオの衣装制作。

### その他の人物
裁縫師
演 - トニ・ガーン
登場作品：『スパイダーマン:ファー・フロム・ホーム』
フューリー（擬態）のチームの一員である女性エージェント。フューリー（擬態）の指示を受けて、ステルス・スーツをピーターに託す。
フーリガン
演 - イェルン・ファン・コーニンスブルッヘ
登場作品：『スパイダーマン:ファー・フロム・ホーム』
ピーターが留置された牢屋にいた男性4人組の一人。
J・ジョナ・ジェイムソン
演 - J・K・シモンズ、日本語吹替 - 立川三貴
ミッド・クレジット・シーンのニュース映像に登場するデイリー・ビューグルの主催者兼ニュースキャスター。
シモンズはサム・ライミ監督の『スパイダーマン』3部作の他、『ザ・シンプソンズ』『アルティメット・スパイダーマン』でもジェイムソンを演じている。
タロス
演 - ベン・メンデルソーン（クレジットなし）、日本語吹替 - 関俊彦
高い擬態能力を持つスクラル人の将軍。
ポスト・クレジット・シーンに登場。本作に登場するフューリーはタロスが擬態した姿であり、フューリーの依頼で彼の代わりに今回の任務を遂行していた。
ソレン
演 - シャロン・ブリン（クレジットなし）、日本語吹替 - 加藤有生子
タロスの妻であるスクラル人女性。ポスト・クレジット・シーンに登場。
彼女もタロスと同様の理由でマリアに擬態していた。

## 設定・用語

### アイテム・テクノロジー

#### スパイダーマンのツール
これまでの作品に登場した“アイアン・スパイダー・スーツ”、“ハイテク・スーツ”と“ウェブ・シューター（トニー・スターク製）”のほかにも、新登場の“ステルス・スーツ”や“アップグレード・スーツ”を装備・駆使する。

#### ヴィランのツール・装置・車両
ミステリオのツール
ベック/ミステリオは自ら身に纏う“ミステリオ・スーツ”や、H&K P30を装備・駆使する。

EMPジェネレーター
ベックの一味がエレメンタルズを捏造するために操作していた球体型装置。
車両
- アウディ・e-tron - ホログラム装置でフューリーに化けたベックがベルリンに赴いたピーターを迎えに乗ってきた車両。
- デニス・トライデント・2 - クライマックスのロンドンで、グートマンが運転手に扮してMJたちを乗車させ、タワーブリッジまで運転・誘導する。
- イヴェコ・デイリー - ロンドンで、ウィリアムが支援車両として運用する。

#### その他のアイテム・テクノロジー・ビークル
E.D.I.T.H.（イーディス）
トニーが生前に開発し、愛用のサングラスに取り付けた拡張現実防衛システム搭載のAI。本作におけるキーアイテムとなる。
コンバット・ドローン
多数の小型ドローン兵器。ベックの一味によって、ホログラフィックと多数の武装によるリアルな映像と物理的ダメージを表現し、エレメンタルズを捏造する。本作では、ベックの一味が保有していたものと“スターク・インダストリーズ”の人工衛星に格納されていたものの双方が登場する。
エレメンタルズ
別次元から地球にやって来た怪物の総称で、水（water）・風（air）・火（fire）・地（earth）の4種の元素が実体化した存在。イステンコやヨーロッパ各地で猛威を振るう。
地のエレメンタル
砂が集まった巨大な岩の怪物で、その体は通常の兵器ではビクともしない。本作冒頭のイステンコに出現する。
風のエレメンタル
風が実体化した怪物で、巨大な嵐を起こし、あらゆるものをなぎ倒す。劇中未登場。
水のエレメンタル
水が実体化した怪物で水の触手で攻撃する。ヴェネツィアでピーターたちが最初に遭遇した怪物。
火のエレメンタル
火が実体化した怪物で、プラハに出現する。
合体エレメンタルズ
4体のエレメンタルズが融合した超巨大エレメンタル。ロンドンに出現する。
その他の銃火器
- ハンドガン

- S&W M&P - フューリー（擬態）がメインウェポンとして愛用。
- クロスマン2240 - フューリー（擬態）がネッドに麻酔銃として使用。
- グロック17 - マリア（擬態）がメインウェポンとして愛用。

- ロケットランチャー - マリア（擬態）がコンバット・ドローンを撃ち落とすために使用したカスタムモデルのロケット弾発射器。
- カービン

- M4A1 - ベックが操るドローンで投影された兵士のホログラムが装備。
- コルト933 - ロンドンの近衛兵が装備し、ドローンに発砲する。

スターク・ジェット
スターク社のビジネスジェットの一機。VTOL機能や自動操縦・ホバリング機能のほか、機内にスーツ製造機を搭載しており、物語終盤でハッピーが運用する。
フューリー（擬態）のチームの車両
- アウディ・Q8 - メキシコでフューリー（擬態）が運転し、マリア（擬態）が同乗する。
- アウディ・e-tron - プラハでマリア（擬態）が運転し、フューリー（擬態）が同乗する。
- アウディ・SQ5 - ポスト・クレジット・シーンでフューリー（擬態）が運転し、マリア（擬態）が同乗する。
- アウディ・A7 スポーツバック - プラハでディミトリが運転する。
- イヴェコ・デイリー・ラピド・ツーリスト - ヴェネツィアからプラハまでの旅路でディミトリが科学史ツアー一行を乗せて運転する。

### 種族
地球人
地球の住民であるヒューマノイド型種族で、本作の登場人物の大半がこれにあたる。
スクラル人
“シェイプシフター”とも呼ばれる、DNAレベルで他人の姿に擬態する能力を持つ異星人。本作のポスト・クレジット・シーンに登場する。

### 団体・企業
フューリー（擬態）のチーム
フューリーに擬態したタロスたちが属する少数精鋭の調査チーム。エレメンタルズの対処のため、ヨーロッパ各地に作戦室を構えながら奔走する
ミステリオの一味
ベックをはじめとするトニーに反感を抱える者たちが属する一味。ベックをヒーローとして世界に君臨させるために、架空のモンスター“エレメンタルズ”と、謎のヒーロー（ベック/ミステリオ）の戦いを捏造する。
デイリー・ビューグル
本作のミッド・クレジット・シーンに登場するネットニュースメディア。ピーターがスパイダーマンであると明かしてしまう。

### 地域・施設
本作では、各地でトニー/アイアンマンを哀悼する壁画が複数登場する。

#### 北アメリカ
アメリカ合衆国
ニューヨーク州
ミッドタウン高校
ピーターや彼の友人である同級生たちが在籍する理工科高校。本作での描写は物語前半のみである。生徒の半数は“デシメーション”の影響で消滅しており、それから5年後に復活。そのため消滅を免れた生徒は卒業し、デシメーション時に小学生ほどの子どもが成長して、復活した生徒たちのクラスメイトとなっている。
科学史ツアー
本作でピーターや友人のMJとネッドたちが出かけるヨーロッパ研修旅行。行く先々でフューリー（擬態）やベックの画策により、度重なる予定変更とエレメンタルズの猛威に遭うことになる。
MSG
ミッド・クレジット・シーンに登場する、マンハッタン区8番街の施設。ここの街頭スクリーンにデイリー・ビューグルのニュースが放送される。
ニューアーク・リバティー国際空港
ニュージャージー州にある国際空港。物語のラストである科学史ツアー一行が旅行から帰国する場面に登場した。ピーターはMJと手を繋ぎながら空港内を歩き、ネッドとベティがあっさり別れたことに開いた口が塞がらなくなるも、メイに迎えられる。
イステンコ
メキシコ・トラスカラ州にある小さな町。壊滅的な被害を受け、フューリー（擬態）によると、地元住民が「サイクロンに顔がある怪物を見た」と話した様子。ここでフューリー（擬態）とマリア（擬態）がベックと邂逅する。

#### ヨーロッパ
ヴェネツィア
科学史ツアー一行の最初の旅行先であるイタリア北東部の都市。ピーターがこの街の一角の雑貨店で、MJへのプレゼントとしてブラックダリアのネックレスを購入するなど、一行が各名所で観光をはじめると、カナル・グランデから水のエレメンタルが出現し、猛威を振るった。ピーターは水のエレメンタルとミステリオの戦いの傍らで、ウェブを駆使し、2度も鐘楼に頭をぶつけながらも、サンタマリア・フォルモサ協会の倒壊を防ごうとしたが、失敗する。
ヴェネツィア・テッセラ空港
ヴェネツィアにある空港。ピーターはここの税関で、自分の鞄の中にハイテク・スーツが入っていたことから検査係員に自分がスパイダーマンの正体だと気付かれるかもと一瞬危惧したが、係員が持ち込み不可であるバナナが入っていることへ目が逸れたお陰で気付かれずに済む。
ホテル・デマテイス（Hotel DeMatteis）
科学史ツアー一行のヴェネツィアにおける宿泊地となった宿泊施設。ロビーの床は浸水しているほどさびれており、ツアー一行は一つの部屋に数人で寝泊まりすることになった。水のエレメンタルとミステリオが出現した日の夜にピーターは、ここでフューリー（擬態）と出会う。
オーストリア・東アルプス山脈
中央ヨーロッパの国家。ディミトリが運転するバスに乗った科学史ツアー一行がヴェネツィアから次の旅行先への道中として登場する。一行がこの国家のとある小さな村にトイレ休憩に立ち寄った際にピーターは、ディミトリの指示で彼の仲間の女性エージェントからステルス・スーツを受け取るが、その時に彼女の傍らで着替えようとしていたところをブラッドに見られて、スマートフォンに撮られてしまった。この後ピーターは、バスの中でE.D.I.T.H.の使用を試すも、誤操作で呼び寄せたドローンでブラッドを撃ちかけてしまう。
プラハ
科学史ツアー一行が、フューリー（擬態）の画策で2番目の旅行先として滞在したチェコの首都。一行はヴェネツィアと異なり、高級ホテルのカルロⅣに宿泊できるようになり、旅行会社からプレゼントされたプラハ国立歌劇場のチケットで4時間のオペラを観賞することになった。その後、カーニバルで賑わう広場に火のエレメンタルが出現し、劇場を抜け出して現地の観覧車に乗ったネッドとベティが危機に陥るも、ピーターの活躍で難を逃れた。この一件後、カレル橋の上でピーターはMJにスパイダーマンであることを確信され、ベック/ミステリオがペテンだと気付く。
ベルリン
ドイツの首都。ピーターはミステリオの真実をフューリー（擬態）に知らせるためにここに向かったが、遭遇したベックのホログラムを駆使した罠に嵌まり、MJやネッドもミステリオがペテンだと知ったと話してしまった挙句に、ドイツ鉄道の特急電車に轢かれてしまう。死にはしなかったものの、電車の車内で意識を失う。
オランダ
留置場
特急電車内で意識を失ったままのピーターがいつの間にか留置された施設。ピーターはサッカーオランダ代表のユニフォーム姿の男性4人が同房者である牢屋で目覚め、ここがオランダだと知ると、MJたちの下に急ぐため牢屋の鍵を壊して簡単に脱出した。しかし「妊娠中の奥さん」がいる看守にステルス・スーツを没収されたが、ピーターはそのままこの場を後にする。
ブルク・オプ・ランゲディク
留置場を出たピーターが辿り着いたオランダの田舎町。ピーターはこの村の市場で、売り場の中年男性から貸して貰ったスマートフォンでハッピーに連絡し、市場の外れのチューリップ畑にスターク・ジェットで迎えに来てもらう。
ロンドン
ベックの画策により、科学史ツアー一行が3番目の旅行先として赴いたイギリスの首都。ミステリオの一味はタワーブリッジ周辺に合体エレメンタルズとミステリオの戦闘を投影し、市内を混乱させた。同時にこの地が駆け付けたピーターと、ベックの最終決戦の場となる。
ザ・シャード
ロンドンにある超高層ビル。ここの中層階にフューリー（擬態）のチームが作戦室を構えていた。ベックは合体エレメンタルズとミステリオの戦いを投影する傍ら、フューリー（擬態）たちの抹殺のためにドローン1機をここに向かわせる。
ジュエルハウス
イギリスの王冠の宝石を保管する金庫。ベックが操作するドローン群に追われるハッピーとMJたちはこの施設に逃げ込み、隠れながら施設内の展示物を利用し、壁が分厚い部屋に立て篭ってドローン群の攻撃をやり過ごそうとする。

## 製作

### 企画
2016年6月、ソニー・ピクチャーズの会長トーマス・ロスマンは、ソニーとマーベル・スタジオが『スパイダーマン:ホームカミング』公開後にその続編を製作することを明かした。翌月、マーベル・スタジオの社長ケヴィン・ファイギは、もし続編が作られるとなれば、『ハリー・ポッター』シリーズのモデルに従い、各映画のプロットごとに新しい学年をカバーするという初期のアイデアがあったことを明かし、続編の映画はピーター・パーカー（スパイダーマン）の高校3年生の出来事を扱うと述べた。『ホームカミング』を含むスパイダーマンの映画への出演契約をしたトム・ホランドによれば、2016年10月までに、どのヴィランが登場するかなども含む続編の会議が開始された。12月、『ホームカミング』の最初の予告編が成功を収めた後、ソニーは続編となる本作の公開予定日を2019年7月5日とした。一方で、のちの『アベンジャーズ/インフィニティ・ウォー』（2018年）の最後にキャラクターが消え、2019年4月の『アベンジャーズ/エンドゲーム』より前に復活することはないため、「続編を2019年に公開する」というソニーの発表によって、マーベル側のスパイダーマンの計画への秘密主義は複雑になった。
2017年6月、ソニーは、『ホームカミング』におけるアイアンマンのように、本作にもマーベル・スタジオが持つキャラクターを映画に登場させることを明かした。ファイギは、マーベルとソニーはまだ映画の計画を固め始めたばかりだと述べ、『シビル・ウォー/キャプテン・アメリカ』でのスパイダーマンの登場の全貌が『ホームカミング』で明らかになったように、『アベンジャーズ/インフィニティ・ウォー』と『アベンジャーズ/エンドゲーム』でのスパイダーマンの登場は、新しいシネマティック・ユニバースへの始まりだと感じていると語った。マーベルとソニーは『ホームカミング』のジョン・ワッツ監督の続投を熱望しており、ファイギは「それには確かな意図がある」と述べ、ソニーのエイミー・パスカルもワッツが続投となれば素晴らしいと述べた。ワッツ自身も2本の映画に署名していることを述べている。さらに、ファイギは続編にも『ホームカミング』と同様にサブタイトルが付くが、"2" とはしないと明かした。また、撮影は2018年4月または5月に開始予定だと述べた。ファイギは今作のヴィランが『ホームカミング』同様、まだ映画に登場したことがない敵になるだろうと述べた。2017年7月までに、ワッツはスタジオとの続投の交渉を続けており、マリサ・トメイもメイおばさん役の続投に興味を示した。
パスカルは、本作が『アベンジャーズ/エンドゲーム』の結末の数分後から始まることを明かした。具体的な時間は言及されていないが、ワッツも『エンドゲーム』の「ほぼ直後」だと述べた。これを踏まえ、『エンドゲーム』から未回答の疑問点を扱うことができる点においてワッツは『ファー・フロム・ホーム』チームにとって「楽しい創造的挑戦」だと述べた。また、ワッツは「あの世界のストーリーを汲みつつも、それだけでなく楽しいスパイダーマン映画でもあるという作品を作る」と補足した。また、ネッド、MJ、フラッシュは『インフィニティー・ウォー』の出来事でパーカーとともに消えており、一部の彼のクラスメートは消えずに現在は5つ歳を取っていることをワッツは認め、この事態を1986年の映画『ナビゲイター』（消えた少年が8年後に歳を取らずに現れる）と比較しながら「とても奇妙な状況だが、大いに楽しんでもらえる」と述べた。

### プリプロダクション
2017年8月末、本作がプリプロダクションに入り、『ホームカミング』の脚本家のうちの2名、クリス・マッケナとエリック・ソマーズが続編への最終交渉を受けた。2017年10月初旬、ジェイコブ・バタロンのネッド役への続投が決定した。2017年12月、ファイギはワッツの監督続投が決定したことを明かした。2018年2月までに、ゼンデイヤがミシェル・"MJ"・ジョーンズとして続投予定であることを明かした。4月下旬までに、撮影が2018年7月初旬に始まることが計画され、ファイギは前作のアトランタではなくロンドンで撮影が行われることを述べ、その理由の一つとして、本作では多くのパートでニューヨーク以外の世界中の場所で過ごすからと述べた。翌月、ジェイク・ジレンホールがミステリオ役での交渉に入り、トメイとマイケル・キートンが前作の役を続投することも決定した。マッケナとソマーズも脚本担当に決定した。しかしのちにワッツはキートンとローラ・ハリアーが本作に出演しないことを明言した。2018年6月末、ホランドは本作の原題『Spider-Man: Far From Home』を明らかにし、ジレンホールのキャスティングも決定した。ホランドがタイトルを明かしたことに関してファイギは、撮影が始まるとタイトルがリークされる可能性があるため、自分たちで明かしてしまおうと決めたと述べている。また彼は、『スパイダーマン:ホームカミング（Spider-Man: Homecoming）』のタイトルと比較しながら、"Home" という言葉を引き続き使うが、"Home" には別の意味が複数あると述べ、本作がパーカーと彼の友達が夏休みに彼らのホームであるニューヨークを離れヨーロッパへ行く内容であることも加えた。

### 撮影
主要撮影は、2018年7月2日にイングランドのハートフォードシャーでのロケで開始し、ワーキング・タイトルを "Fall of George" としていた。撮影はロンドンや、イースト・ロンドン、ロンドン・スタンステッド空港でも行われた。撮影開始直後、セットの写真によってヘムキー・マデーラのデルマーさん（地元の店のオーナー）役への続投や、J・B・スムーヴ、ヌーマン・エイカーの参加が明らかになった。8月上旬、MCUからサミュエル・L・ジャクソンとコビー・スマルダーズがそれぞれニック・フューリー役とマリア・ヒル役として登場することが報じられ、下旬にはレミー・ハイもキャストに加わった。9月にはプラハ、リベレツ、チェコで撮影が行われ、月末までにヴェネツィアに移動した。10月にはワーキング・タイトルを "Bosco" としてニューヨークとニューアークで撮影が行われた。ロケーションはマディソン・スクエア・ガーデン、ペンシルベニア駅、ニューアーク・リバティー国際空港の周辺が含まれる。撮影は2018年10月16日に公式に終了した。

### ポストプロダクション
2018年10月下旬、ソニー・ピクチャーズはIMAX社と『ファー・フロム・ホーム』を含む複数のIMAX映画を公開する契約を交わした。2018年12月、ソニーのCCXPブラジルのパネルで、エレメンタルズが映画に登場することが明かされた。エレメンタルズのメンバーは原作のスパイダーマンの悪役たちにインスパイアされており、例えば水を操るのは ハイドロマン、火を操るのはモルテンマンからのインスパイアだが、特にその名前で呼ばれているわけではない。翌月、『ホームカミング』からマーティン・スターがロジャー・ハリントン役で続投することが決定した。2019年4月、ソニーは映画の公開を2019年7月2日に変更した。さらに、従来は『アベンジャーズ/エンドゲーム』でMCUのフェイズ3が終わり、『ファー・フロム・ホーム』でフェイズ4が開始するとされていたが、上海のファンイベントでの『エンドゲーム』のプロモーション中、ファイギは『ファー・フロム・ホーム』がフェイズ3の最終作となることを述べた。同じく4月、ジャクソンが再撮影を行った。
VFXはフレームストア、インダストリアル・ライト&マジック、イメージエンジン、ソニー・ピクチャーズ・イメージワークス、ルマ・ピクチャーズ、ライジング・サン・ピクチャーズ、スキャンラインVFX、テリトリー・スタジオ、メソッド・スタジオが担当した。

## 主題歌
- 凛として時雨「Neighbormind」[61]（日本語吹替版主題歌）

## Blu-ray/DVD
ソニー・ピクチャーズ エンタテインメントよりBlu-ray DiscとDVD、UHDが発売。
- Blu-ray
  - スパイダーマン：ファー・フロム・ホーム　ブルーレイ＆ＤＶＤセット　品番：BRBO-81557　発売日：2019年12月4日
  - スパイダーマン：ファー・フロム・ホーム　4K ULTRA HD＆ブルーレイセット　品番：UHB-81557　発売日：2019年12月4日
  - スパイダーマン：ファー・フロム・ホーム 日本限定プレミアム・スチールブック・エディション【完全数量限定】　品番：BPBH-1231　発売日：2019年12月4日

## 公開
本作は2019年6月28日、日本において世界最速上映された。アメリカでは2019年7月2日に公開。

### マーケティング
『アベンジャーズ/インフィニティ・ウォー』でのピーター・パーカーの結末を受け、2019年4月公開の『アベンジャーズ/エンドゲーム』までに動きがある様子もないことから、io9のジャーマン・ルシアは、ソニーは『アベンジャーズ/エンドゲーム』の公開後から本作の公開前までの2か月間だけでマーケティングを行わないと、『アベンジャーズ/エンドゲーム』で何が起こるか観客が知らないうちから「キャラクターが復活している」と台無しにさせてしまうと述べた。ルシアはこの問題を投げかけ、ソニーから「スタジオはマーベルと協力してスパイダーマンの戦略を見つけ出すしかない」と回答を受けている。

### タイアップ
スパイダーマン役のトム・ホランドと『メン・イン・ブラック:インターナショナル』のクリス・ヘムズワースによる映画作品を超えた主演同士のコミカルなインタビュー映像がYouTube広告として使用された。二つの映画の配給元がソニーであること、二人が『アベンジャーズ/インフィニティ・ウォー』『アベンジャーズ/エンドゲーム』で共演していることにより実現した。『インフィニティ・ウォー』『エンドゲーム』では役同士の関りがなく、広告の中でも初対面のふりをしているが、実際はトムがスパイダーマンになる以前に映画『白鯨との闘い』で共演しており、当時すでにソー役を演じていたクリス・ヘムズワースがトムがスパイダーマン役のオーディションを受けると聞き、マーベル関係者に「彼は私がこれまで一緒に仕事をした俳優のなかで、最も才能のある俳優の1人で、人間的にも心の広い、志ある方です」と電話をかけて支援したという経緯がある。

### 未公開シーン
日本向けの予告編映像には本編で削除された未公開シーンの一部が見られる。それらは『ピーターのやることリスト（Peter’s To-Do List）』と呼ばれる一連のシーンに入っていたもので、ジョン・ワッツ監督はちょっとした短編作品に仕上げてブルーレイに入れるつもりと語っている。

### 今後の構想
ピーター・パーカーの高校上級生の期間を描く3作目が製作される可能性が示されている。

### その他
一部のBlu-ray DiscがPS4にて再生できない不具合が発生した。同公式アカウントは本件に対する問い合わせはカスタマーサポートで受け付けると表明している。